# Jerzy Bałdyga

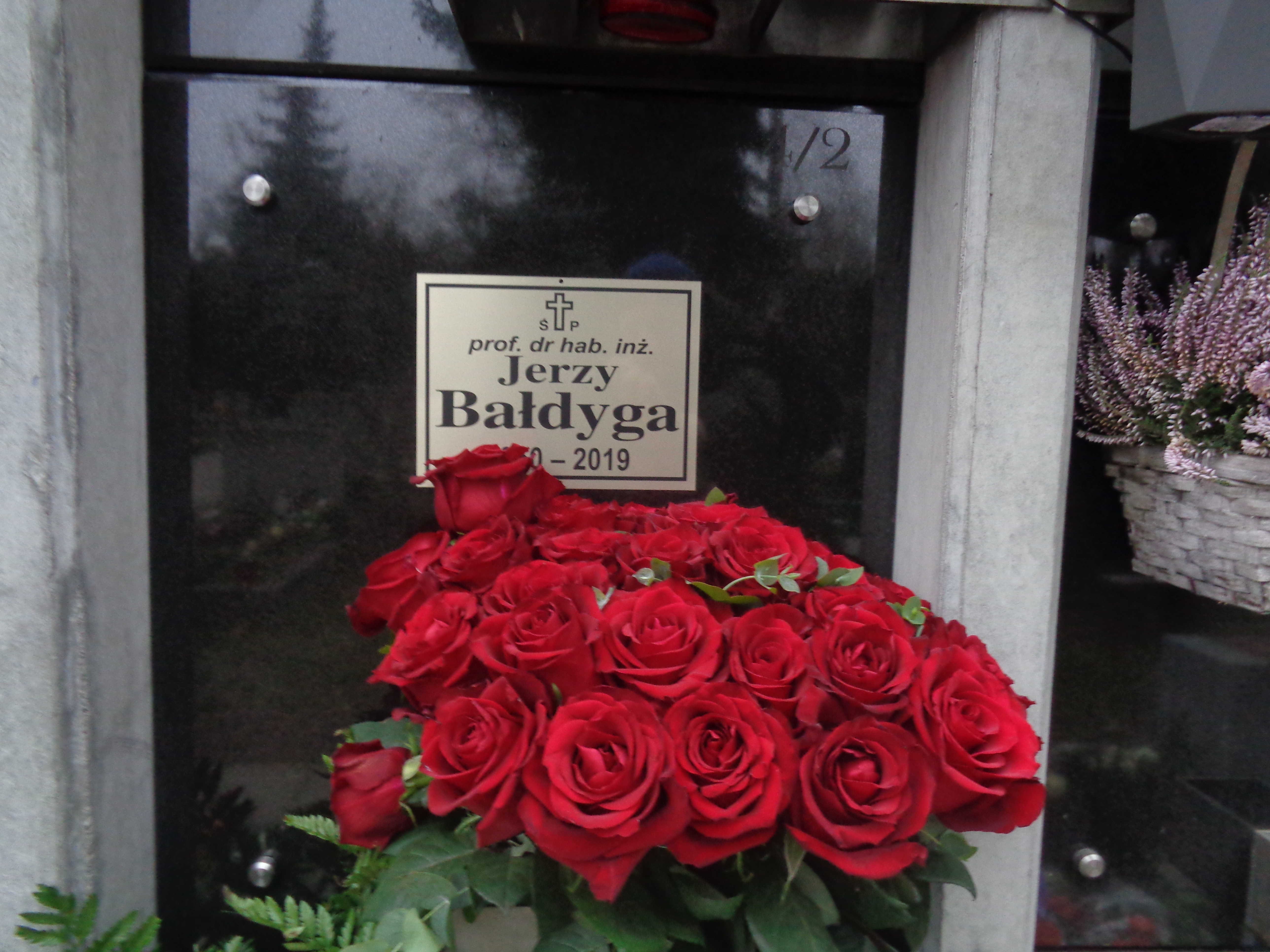
Grób Jerzego Bałdygi na Cmentarzu Wojskowym na Powązkach

Jerzy Robert Bałdyga (ur. 28 kwietnia 1950 w Lublinie, zm. 18 listopada 2019 w Zalesiu Górnym) – polski chemik, profesor nauk technicznych, inżynier, profesor zwyczajny Politechniki Warszawskiej, specjalności naukowe: inżynieria reaktorów chemicznych i bioreaktorów, mieszanie, precypitacja.

## Życiorys
W 1974 ukończył na Politechnice Warszawskiej studia na kierunku inżynieria chemiczna. W 1981 uzyskał stopień naukowy doktora na podstawie rozprawy doktorskiej pt. Mikromieszanie i segregacja w reaktorach chemicznych, napisanej pod kierunkiem prof. Ryszarda Pohoreckiego. W 1989 w Instytucie Inżynierii Chemicznej i Procesowej na podstawie dorobku naukowego oraz monografii pt. O mechanizmie i modelach mikromieszania cieczy w układach z przepływem burzliwym otrzymał stopień doktora habilitowanego nauk technicznych (dyscyplina: inżynieria chemiczna, specjalność: inżynieria chemiczna). W 1997 nadano mu tytuł profesora nauk technicznych w dyscyplinie inżynieria chemiczna.
Został profesorem zwyczajnym na Wydziale Inżynierii Chemicznej i Procesowej PW w Zakładzie Inżynierii i Dynamiki Reaktorów Chemicznych i kierownikiem tego zakładu. Wybrano go na stanowisko zastępcy przewodniczącego Komitetu Inżynierii Chemicznej i Procesowej PAN i członka Centralnej Komisji do Spraw Stopni i Tytułów (Sekcja VI – Nauk Technicznych). Był dziekanem Wydziału Inżynierii Chemicznej i Procesowej Politechniki Warszawskiej w latach 2005–2012.
W 2019 został członkiem Rady Doskonałości Naukowej I kadencji w dyscyplinie inżynieria chemiczna.
Pochowany na cmentarzu Powązki Wojskowe w Warszawie (kwatera Q kol.8-2-4).

## Odznaczenia
- 2001 – Medal Komisji Edukacji Narodowej[6]
- 2002 – Złoty Krzyż Zasługi[7][8]
- 2018 – Krzyż Kawalerski Orderu Odrodzenia Polski[9][10]